# Flatworld
Flatworld es un mediometraje animado de 1997 dirigido por Daniel Greaves. La película fue filmada usando una combinación de recortes de cartón y animación tradicional en cel.
Se estrenó el 18 de julio de 1997 en el Reino Unido. El canal Locomotion emitió la película junto con The Making of Flatworld, un documental donde era entrevistado el personal involucrado y se mostraba como fue realizada la película.
Fue nominado a los premios BAFTA y fue ganador de más de treinta premios internacionales, incluido el Premio McLaren a la Mejor Animación.

## Argumento
Matt Phlatt, Geoff (su gato gordo) y Chips (su pez) se levantaron con el pie izquierdo. Un accidente en el trabajo les hace vivir entre dos mundos, Flatworld y Flipside. Flatworld, una ciudad hecha de papel y cartulina, donde todos son personajes "planos" en un mundo 3D y Flipside, un universo animado en "cartoon" repleto de formatos de la industria de la televisión. Un extraño accidente eléctrico libera a un gánster de los años 30 de su película de televisión en el mundo de Matt y causa un caos, ya que Matt es confundido con el criminal después de un robo a un banco. No existen diálogos, todo se desarrolla con gran ingenio visual.

## Producción
La película fue creada mediante recortes que requirió un gran trabajo de ingeniería en papel y un presupuesto de más de 1.6 millones de dólares para realizar 29 minutos y 37 segundos de película. Un trabajo ambicioso que dio como resultado un mediometraje de calidad.
Los personajes fueron tradicionalmente animados en papel para comprobar la fluidez del movimiento. Cada dibujo fue fotocopiado, pegado a la tarjeta, coloreado y recortado cuidadosamente. Cada imagen recortada se pesaba en su base para que se mantuviera erguida, y se colocara en los juegos de cartón y se filmara. Flatworld utilizó aproximadamente 40.000 recortes de cartón individuales.